# 설순음
설순음(舌脣音) 또는 혓날윗잇몸소리는 설단과 윗입술 사이에서 조음하는 자음이다. 국제 음성 기호에 있는 설순음은 아래와 같다.
| IPA | 이름             | 예        | 예   | 예       | 예                  |
| IPA | 이름             | 언어      | 철자 | IPA      | 뜻                  |
| --- | ---------------- | --------- | ---- | -------- | ------------------- |
| n̼   | 설순 비음        | 탕오아 섬 |      | [n̼ata]   | 눈                  |
|     | 무성 설순 파열음 | 탕오아 섬 |      | [t̼et̼e]   | 나비                |
|     | 유성 설순 파열음 | 바오      |      | [nan̼d̼ak] | 활                  |
|     | 무성 설순 마찰음 | 버넨타웃  |      | ['inɛθ̼]  | 그는 천식 환자이다. |
|     | 유성 설순 마찰음 | 탕오아 섬 |      | [ð̼atu]   | 돌멩이              |
| ɾ̼   | 설순 탄음        |           |      |          |                     |
| r̼   | 설순 전동음      |           |      |          |                     |
| ɺ̼   | 설순 설측 탄음   |           |      |          |                     |

## 같이 보기
- 조음 위치